# Зијад Тлемсани
Зиад Тлемсани (10. мај 1963) бивши је туниски фудбалер.

## Репрезентација
За репрезентацију Туниса дебитовао је 1990. године, наступао и на Светском првенству 1998. године. За национални тим одиграо је 20 утакмица и постигао 4 гола.

## Статистика
| Тунис  | Тунис | Тунис |
| Год.   | Ута.  | Гол.  |
| ------ | ----- | ----- |
| 1990   | 2     | 0     |
| 1991   | 3     | 0     |
| 1992   | 4     | 0     |
| 1993   | 3     | 1     |
| 1994   | 2     | 0     |
| 1995   | 0     | 0     |
| 1996   | 0     | 0     |
| 1997   | 0     | 0     |
| 1998   | 6     | 3     |
| Укупно | 20    | 4     |